# Metro v Adaně
Metro v Adaně (Adana, Turecko) tvoří jednu linku o celkové délce 14 km. Po dlouhých průtazích způsobených nedostatkem financí na dokončení metra byla linka otevřena 14. května 2010. Metro má celkem 13 stanic, z toho 2 jsou podzemní, 5 je nadúrovňových a 6 povrchových. Linka začíná na severozápadním kraji města poblíž psychiatrické léčebny a pokračuje jihovýchodním směrem, kde projíždí kolem nádraží, dále pak na jih do staré části města, kde se stáčí na východ, protíná řeku Seyhan a končí u autobusového nádraží Yüreğir. Do budoucna se počítá s rozšířením metra dále na sever po levém břehu řeky Seyhan až k Univerzitě Çukurova.